# Nazaré Gadelha
Maria de Nazaré Gadelha Ferreira Fernandes (Xapuri, 15 de agosto de 1961) é uma advogada brasileira.

## Biografia
Atuou em diversos processos, sempre na defesa dos direitos humanos, além de casos de abuso sexual de crianças e adolescentes. Como representante do Centro de Defesa dos Direitos Humanos da Diocese de Rio Branco (CDDHD), foi à a CPI do Narcotráfico do Congresso Nacional para depor contra grupos de extermínio e quadrilhas de traficantes de drogas no Acre. Chegou a ser ameaçada de assassinato devido ao se trabalho na Penitenciária Dr. Francisco de Oliveira Conde, em Rio Branco. Recebeu proteção policial e, por dois anos, teve que sair do estado. Em 2010 assumiu a coordenação do Centro de Atendimento ao Cidadão do Ministério Público do Acre.
Recebeu o Prêmio Claudia em 2002 e o Diploma Bertha Lutz em 2003.